# Uasptah
Uasptah (w3š-ptḥ, „Ptah erős”) más néven Izi ókori egyiptomi vezír volt az V. dinasztia idején, Noferirkaré uralkodásának elején vagy közepén. Egyéb címei: „a király dokumentumai írnokainak elöljárója”, „a király minden munkálatainak felügyelője”.
Uasptah főleg észak-szakkarai masztabasírjából ismert, melynek Gaston Maspero a D 38 jelölést adta. Uasptah sírjában feljegyezték, hogy ellátogatott Noferirkaré egyik építkezésének helyszínére, megbetegedett, a király pedig orvosokat küldött neki. A szöveg rossz állapotban maradt fenn, így több részlet nem világos. Úgy tűnik, Uasptah meghalt, és a király gondoskodott sírjáról, valamint halotti kultuszáról. A feljegyzést Uasptah legidősebb fia készítette.